# Papa Leone IX
Leone IX, nato Brunone dei conti di Egisheim-Dagsburg (in tedesco Bruno von Egisheim-Dagsburg) (Eguisheim, 21 giugno 1002 – Roma, 19 aprile 1054), è stato il 152º papa della Chiesa cattolica, dal 1048 alla sua morte. Fu il quarto papa tedesco della Chiesa cattolica. Egli è ricordato in quanto fu primo grande papa fautore della riforma della Chiesa dell'XI secolo e perché verso la fine del suo pontificato iniziò il processo che avrebbe portato allo Scisma d'Oriente con la chiesa ortodossa. È venerato come santo; la sua memoria liturgica è il 19 aprile e l'8 maggio.

## Biografia

### Formazione e carriera ecclesiastica
Tedesco di lingua ed etnia, proveniva da una nobile famiglia dell'Alsazia, gli Eticonidi: il padre era Ugo IV di Nordgau (conte di Nordgau e conte di Eguisheim), imparentato con l'imperatore Corrado II, e la madre Edvige di Dabo (contessa di Dabo), figlia del conte Luigi di Dabo. Un suo fratello, Gerardo III, fu padre di Ildegarda di Egisheim, la quale sposò Federico di Büren.
Ricevette una completa istruzione a Tull (in Lorena, all'epoca un ducato tedesco), dove successivamente divenne canonico e, nel 1026, vescovo. Nel periodo in cui rivestì questa carica rese un importante servizio politico a Corrado II e in seguito a Enrico III, divenendo, al tempo stesso, molto conosciuto come ecclesiastico serio e riformatore, per lo zelo che mostrò nel diffondere la regola dell'ordine di Cluny.
Alla morte di papa Damaso II, Brunone venne scelto come suo successore da un'assemblea tenuta a Worms nel dicembre 1048. Sia l'imperatore sia i delegati romani vi concorsero, ma Brunone richiese, come condizione per la sua accettazione, di poter andare a Roma per essere eletto canonicamente per voce del clero e del popolo. Partendo poco dopo Natale, si incontrò con l'abate Ugo di Cluny a Besançon, dove venne raggiunto dal giovane monaco Ildebrando, già assistente di papa Gregorio VI e futuro papa Gregorio VII. Arrivato a Roma in abiti da pellegrino nel febbraio seguente, venne accolto solennemente dal clero riunito e, alla sua consacrazione, assunse il nome di Leone IX.

### Pontificato

#### Governo della Chiesa
Uno dei suoi primi atti pubblici fu quello di tenere il consueto sinodo di Pasqua (1048), nel quale confermò il celibato ecclesiastico per chiunque fosse almeno suddiacono e nel quale riuscì a rendere chiare le sue convinzioni contro ogni tipo di simonia: per ogni vescovo che avesse comprato la nomina la pena era la decadenza dalla carica. Il resto dell'anno fu occupato da uno di quei viaggi attraverso l'Italia, la Germania e la Francia che sarebbero diventati una caratteristica del suo pontificato. Erano duecentocinquant'anni che un pontefice romano non viaggiava al di là delle Alpi. In uno di questi viaggi si fermò all'Abbazia di Reichenau dove ebbe modo di conoscere il monaco Ermanno, con il quale instaurò un rapporto di stima. Dopo aver presieduto un sinodo a Pavia, si unì all'imperatore Enrico III in Sassonia, e lo accompagnò a Colonia e ad Aquisgrana. A Reims indisse un incontro dell'alto clero, tramite il quale vennero approvati diversi ed importanti decreti di riforma. Tenne un concilio anche a Magonza, al quale presero parte rappresentanti del clero italiano e francese così come di quello tedesco, e ambasciatori dell'imperatore bizantino; anche qui simonia e matrimonio del clero furono le questioni principali.
Dopo il suo ritorno a Roma tenne un nuovo Sinodo di Pasqua (29 aprile 1050), che venne occupato principalmente dalla controversia sugli insegnamenti di Berengario di Tours; nello stesso anno presiedette i sinodi provinciali di Salerno, Siponto e Vercelli, mentre in settembre rivisitò la Germania, ritornando a Roma in tempo per il terzo Sinodo di Pasqua, nel quale fu considerata la riordinazione di coloro i quali erano stati ordinati da vescovi simoniaci. Tra 1048 e 1050 confermò anche facoltà e proprietà del monastero di Sansepolcro, proseguendo l'attenzione dei suoi predecessori verso questo monastero, sostenuto anche dagli imperatori.
Convocò un sinodo a Roma nel 1051 in cui riaffermò il divieto dei rapporti coniugali ai presbiteri e ai diaconi, e ordinò che le concubine del clero di Roma fossero confinate al palazzo Lateranense come servitrici.
Nel 1052 raggiunse l'imperatore a Worms e cercò invano di assicurare l'unione degli ungheresi alla Sede Apostolica. In quella stessa occasione, ragguagliò Enrico III sulla complicata situazione in corso nell'Italia meridionale e sui movimenti normanni. A Ratisbona, Bamberga e Worms la presenza papale venne contrassegnata da diverse solennità ecclesiastiche.
Nel 1053 eresse la diocesi di Aversa in Campania; tra 1048 e 1054 riconobbe i diritti dell'abate benedettino di Sansepolcro.

#### Relazioni con il Patriarca di Costantinopoli

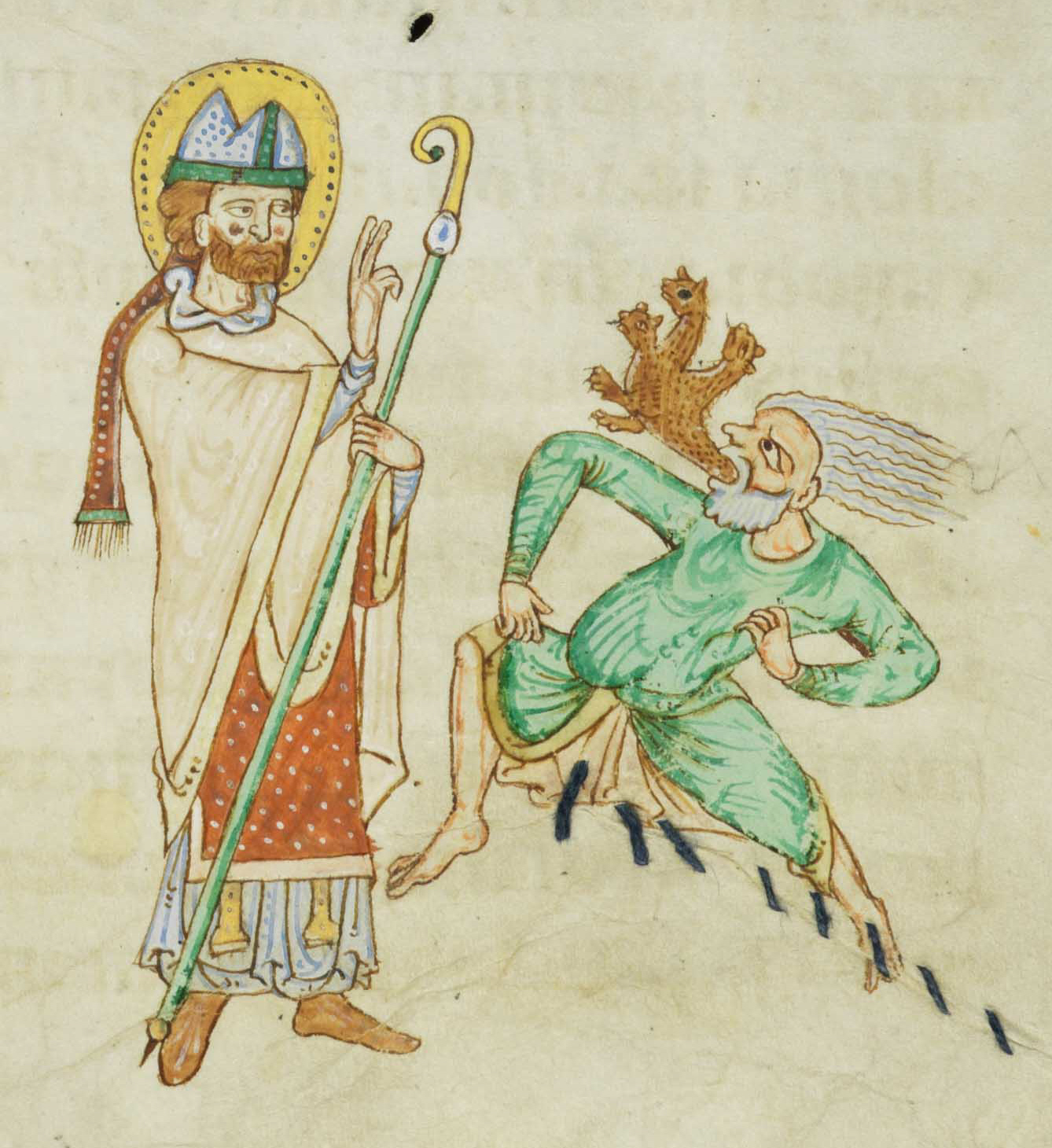
Leone IX respinge il demonio. Passionario di Weissenau (XII secolo ca.)

Dopo un quarto Sinodo di Pasqua nel 1053 Leone, non fidandosi pienamente dell'imperatore Enrico III, cercò un avvicinamento con i bizantini.
Pertanto, alleatosi coi bizantini, si mosse contro i Normanni nel sud Italia con un esercito di volontari italiani e tedeschi, ma le sue forze subirono una sconfitta totale nella battaglia di Civitate del 15 giugno 1053.
Comunque, nell'uscire dalla città per incontrare il nemico, venne ricevuto con ogni segno di sottomissione. Inoltre, gli furono rivolte implorazioni per lo sgravio del suo interdetto e giuramenti e gli venne giurata fedeltà e omaggio. Dal giugno 1053 al marzo 1054 venne cionondimeno detenuto a Benevento in onorevole cattività. La liberazione di papa Leone IX avvenne dopo il raggiungimento di un accordo con Umfredo e Roberto d'Altavilla. La pace coi Normanni comportò il ritorno dei territori del Sud Italia alla giurisdizione della Chiesa di Roma, alla quale erano stati sottratti nel 731, quindi oltre tre secoli prima, causa la lotta iconoclasta, dall'imperatore Leone III, per passarli al Patriarcato di Costantinopoli, e che non erano stati poi restituiti come ripetutamente richiesto dal successivo concilio; avvenne così la latinizzazione del clero del sud Italia. In questo periodo Leone IX capì come i Normanni fossero destinati a diventare la nuova potenza territoriale e prese in considerazione un ribaltamento di alleanze.
Il desiderio di Leone IX di riottenere la Chiesa del Sud d'Italia, allora sotto la giurisdizione del Patriarcato di Costantinopoli, come di ricevere assistenza militare nella lotta contro i Normanni, sia da Costantinopoli, sia dalla Rus' di Kiev che era in guerra con l'Impero bizantino, scatenò un ennesimo conflitto con il patriarca Michele I Cerulario, duramente antilatino.
Il primo atto di Leone fu quello di nominare Umberto di Silva Candida arcivescovo di Palermo (1050), ma questi non potendo prendere possesso della sede vescovile, rimase a Roma come consigliere. Ma a Costantinopoli giunse la notizia che Umberto stava favorendo il passaggio dal rito bizantino al rito latino nelle Chiese del Mezzogiorno e il patriarca Michele Cerulario, che pure in patria osteggiava il rito latino, reagì chiudendo tutte le chiese latine della capitale bizantina (1053). In settembre il papa inviò una lettera al patriarca, condannando le azioni contro la Chiesa latina e giustificando l'adozione del rito latino nel Sud d'Italia. In seguito al fallimento dei colloqui diplomatici, nel gennaio 1054 il papa, non potendosi muovere da Benevento, dov'era tenuto in ostaggio dai Normanni in attesa della pace, inviò una delegazione a Costantinopoli guidata dal cardinale Umberto (come plenipotenziario), di cui facevano parte l'apocrisario Federico di Lorena (il futuro papa Stefano IX) ed il vescovo di Amalfi Pietro. I legati arrivarono a Costantinopoli in aprile, negli stessi giorni del decesso del pontefice.

### La morte
Poco dopo il suo ritorno a Roma, Leone IX morì il 19 aprile 1054. Sul letto di morte, le sue ultime parole furono rivolte a Dio affinché "i fedeli Beneventani che in tuo nome si addossarono la mia cura così onestamente e mi servirono così abbondantemente, e tutti gli altri fedeli, Egli si degnasse di benedire e di preservare". Da parte loro, i beneventani dedicarono a Leone IX una chiesa, abbattuta in seguito, di cui è rimasta intatta soltanto un'epigrafe che recita: "Devotamente il Presule Ulderico assai soddisfatto, si dimostrò presente e consacrò il Tempio, in onore del glorioso papa Leone IX".

### Dopo la morte

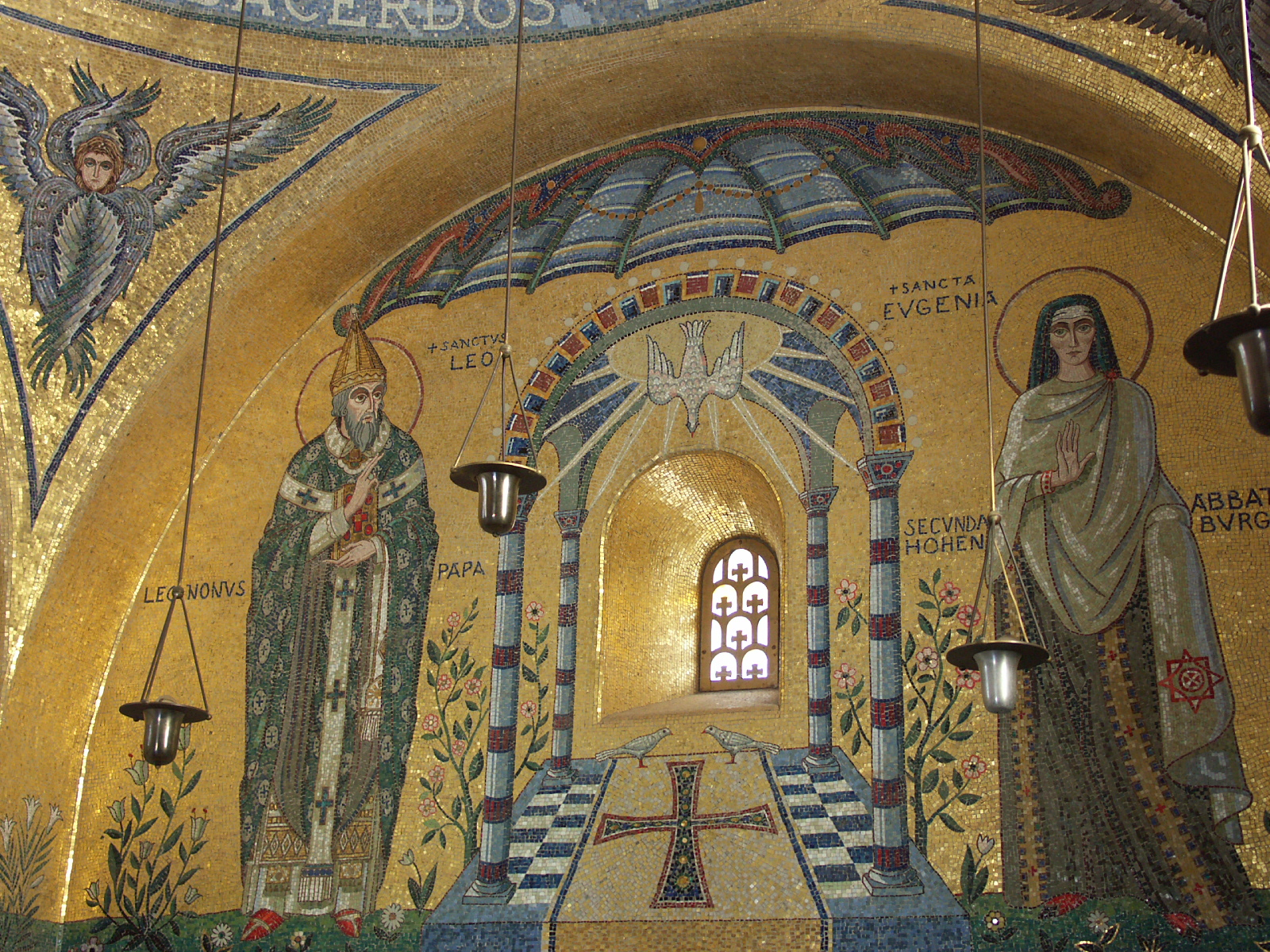
Papa Leone IX e santa Eugenia nel mosaico ottocentesco dell'abbazia di Mont Sainte-Odile, in Alsazia

Nell'aprile 1054 i legati di Leone IX si trovavano a Costantinopoli. La delegazione venne ricevuta con tutti gli onori alla corte dell'imperatore Costantino IX, che tentò una mediazione. Tuttavia il patriarca Michele fu irremovibile. Finché, stanchi di attendere, il 16 luglio 1054 (tre mesi dopo la morte di Leone IX) i legati papali entrarono nella Basilica di Santa Sofia, ove pronunciarono l'anatema contro il Patriarca e tutti i suoi sostenitori (non l'intera Chiesa bizantina). Il 18 luglio la delegazione romana ripartì coi doni ricevuti dall'imperatore. Appena due giorni dopo (20 luglio) il Patriarca contraccambiò l'anatema sui legati papali e sul loro messaggio, scritto da Umberto. Queste scomuniche incrociate, benché personali, determinarono lo scisma tra le due Chiese, nonostante il successore Vittore II tentasse subito una ricomposizione con l'imperatrice Teodora. Da allora in poi solo la Chiesa  di Roma si definì cattolica,  mentre quella di Costantinopoli si definì ortodossa (letteralmente della “retta dottrina”).

## Culto

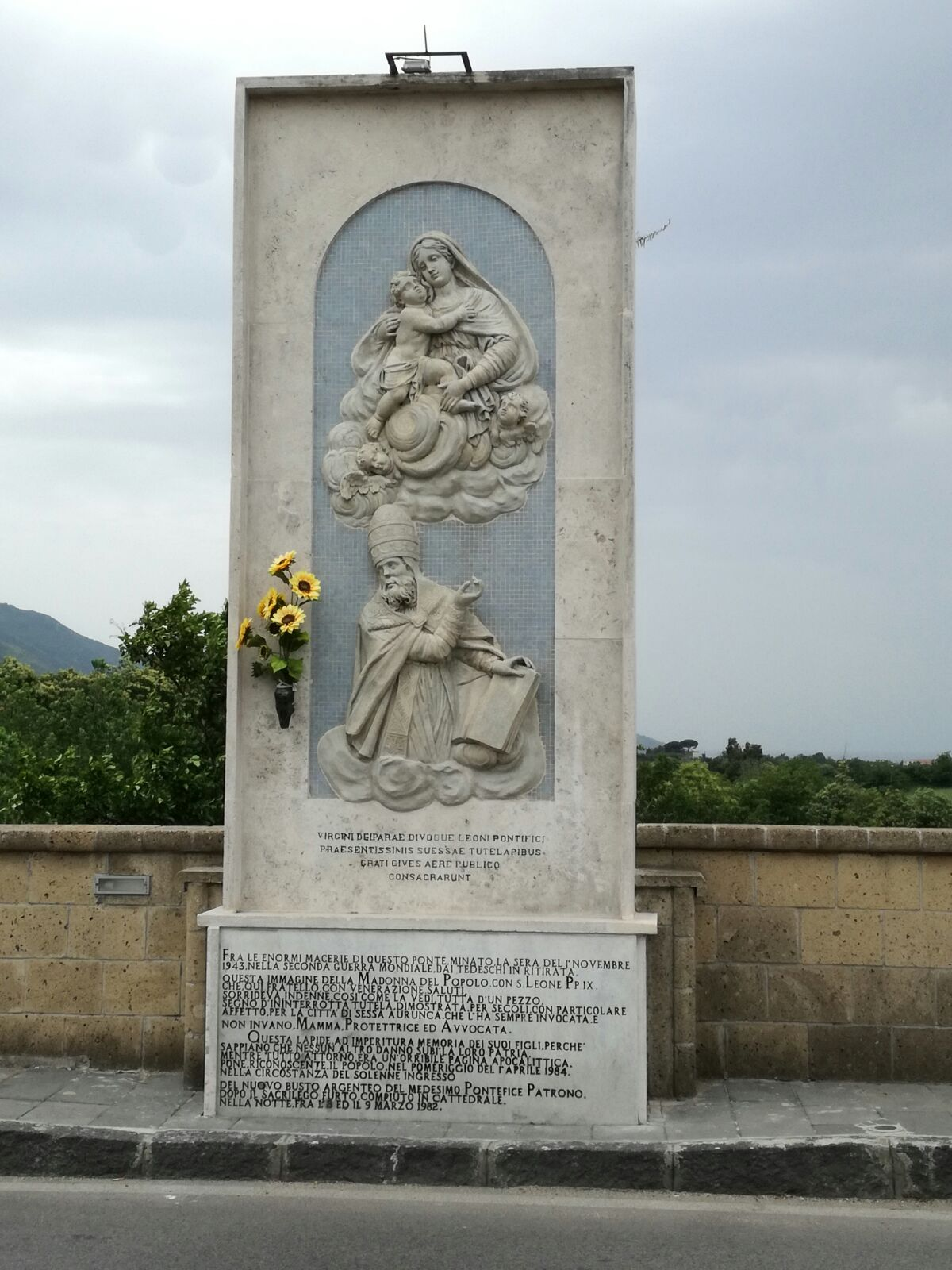
Statua della Madonna del Popolo con San Leone IX a Sessa Aurunca, sopravvissuta al bombardamento del 1943

La Chiesa cattolica venera Leone IX come santo e ne ricorda la memoria il 19 aprile e l'8 maggio.
Dal Martirologio Romano: "A Roma presso San Pietro, san Leone IX, papa, che dapprima come vescovo di Toul difese strenuamente per venticinque anni la sua Chiesa; eletto poi alla sede di Roma, in cinque anni di pontificato convocò molti sinodi per la riforma della vita del clero e l'estirpazione della simonia".
San Leone è patrono di Colliano (SA), Guardia Lombardi (AV) e Sessa Aurunca (CE). La città di Benevento lo elesse nel 1762 suo speciale patrono. È venerato anche in molte diocesi di Francia.

## Genealogia episcopale e successione apostolica
La genealogia episcopale è:
- Arcivescovo Villigiso di Magonza
- Vescovo Bernoardo di Hildesheim
- Arcivescovo Erchanbald di Magonza
- Arcivescovo Poppo di Treviri
- Papa Leone IX

La successione apostolica è:
- Arcivescovo Hugues de Salins (1031)
- Vescovo Trotmont (Fromond II) di Troyes (1049)